# Gornja Slabinja
Gornja Slabinja (en serbe cyrillique : Горња Слабиња) est un village de Bosnie-Herzégovine. Il est situé dans la municipalité de Kostajnica et dans la république serbe de Bosnie. Selon les premiers résultats du recensement bosnien de 2013, il compte 109 habitants.

## Démographie

### Évolution historique de la population dans la localité
| 1948 | 1953 | 1961 | 1971 | 1981 | 1991 | 2013 |
| ---- | ---- | ---- | ---- | ---- | ---- | ---- |
| 265  | 245  | 253  | 242  | 213  | 154, | 109  |

|  |

### Répartition de la population par nationalités (1991)
En 1991, les 154 habitants du village étaient tous serbes.